# Lost in Random
 (décembre 2022).
Le contenu est difficilement compréhensible vu les erreurs de traduction, qui sont peut-être dues à l'utilisation d'un logiciel de traduction automatique.
Lost in Random, est un jeu vidéo d'action-aventure développé par Zoink et publié par Electronic Arts. Dans le cadre du programme EA Originals, le jeu est sorti sur Windows, Nintendo Switch, PlayStation 4, PlayStation 5, Xbox One et Xbox Series X et S en septembre 2021.

## Prémices
Dans le Royaume du Hasard, le sort de tous les individus est décidé par un maudit dé noir quand ils atteignent l’âge de 12 ans. La sœur de Paire, Impaire, est enlevée par la méchante Reine du Hasard. Alors que Paire voyage à travers les six royaumes de Random pour sauver sa sœur, elle rencontre Décisse, un dé sensible qui a perdu presque tous ses pépins. Dans un monde qui est régi par des règles de jeu, Paire va lentement comprendre le caractère aléatoire de la vie avec l’aide de Décisse.

## Système de jeu
Lost in Random, est un jeu d’action-aventure joué à la troisième personne. Le combat se déroule dans des arènes qui ressemblent à un plateau de jeu. Les joueurs doivent rouler Décisse afin de progresser et Paire ne sera en sécurité que lorsqu’elle atteindra la dernière pièce sur le plateau. Au combat, le joueur peut utiliser le lance-pierre de Paire. Alors qu’il ne serait pas endommager les ennemis, adversaires frappés par son lance-pierre serait déposer des cubes d’énergie qui alimenterait Décisse. Une fois que Décisse est entièrement alimenté, les joueurs peuvent lancer les dés et le temps sera temporairement arrêté. Pendant cette période, les joueurs peuvent sélectionner la carte qu’ils veulent utiliser, ce qui est la seule façon d’infliger des dommages aux ennemis. Il existe cinq différents types de cartes (Arme, Dégâts, Défense, Danger et Triche) offrant différents avantages de gameplay et capacités de combat. Par exemple, une des cartes transforme Décisse en un cube explosif, tandis qu’une autre permet aux joueurs de placer des pièges. 
Les cartes peuvent être gagnées en collectant des pièces de monnaie. Au fur et à mesure que les joueurs progressent, de nouvelles cartes seront gagnées et ils récupéreront les pips perdus de Décisse, ce qui permettrait à Paire de lancer des nombres plus élevés pendant le combat.
Le jeu comporte également des éléments de jeu de rôle légers. Lorsque Décisse et Paire explorent le Royaume du Hasard, ils rencontrent divers personnages non jouables. Le jeu dispose d’une roue de dialogue qui permet aux joueurs de sélectionner des options de dialogue tout en conversant avec des PNJ.

## Développement
Le jeu est développé par le développeur suédois Zoink. Selon Olav Redmalm, le directeur créatif du jeu, Lost in Random était un hommage aux "contes de fées sombres" et à l’animation en stop-motion. Pendant la production du jeu, l’équipe a inspecté les œuvres de Laika, les films réalisés par Tim Burton, les contes de fées de Grimms et la série Oddworld pour trouver des inspirations. Chaque royaume présente sa propre conception visuelle, avec un style artistique inspiré de The Nightmare Before Christmas, Over the Garden Wall et des œuvres de l’artiste australien Shaun Tan. Le jeu a été écrit par Ryan North, qui avait précédemment travaillé sur The Unbeatable Squirrel Girl et la série télévisée Adventure Time,. La bande sonore du jeu a été composée par le compositeur britannique Blake Robinson, qui avait précédemment travaillé sur Portal Knights et The Stanley Parable.
L’éditeur Electronic Arts, qui s’était déjà associé à Zoink avec Fe (2017), a annoncé le jeu à EA Play 2019. Le jeu était un "EA Originals", un segment de l’édition d’EA visant à aider les développeurs indépendants avec le financement et la publication de leurs titres pour atteindre un public plus large sans qu'EA soit aussi impliqué dans le développement du jeu, permettant ainsi au studio de prendre une plus grande part des revenus de la vente. Le jeu a concouru pour le premier Festival du film de Tribeca et a été inclus comme une sélection officielle. Le jeu devrait sortir le 10 septembre 2021 pour Windows, PlayStation 4, PlayStation 5, Nintendo Switch, Xbox One et Xbox Series X et Series S.